# Барретт, Ким
Ким Барретт (англ. Kym Barrett; род. 11 августа 1965) — австралийская художница по костюмам для голливудского кино. Лауреатка премии Deutscher Filmpreis («Облачный атлас»). Номинант множества кинопремий.

## Биография
Ким училась в Национальном институте драматического искусства (англ. National Institute of Dramatic Art) в Сиднее, а также в Университете Новой Англии.
В течение 8 лет работала в театре, прежде чем оказалась в индустрии кино. Ким регулярно сотрудничает с сестрами Вачовски и была художницей по костюмам их фильмов «Матрица», «Матрица: Перезагрузка», «Матрица: Революция», «Спиди-гонщик», «Облачный атлас» и «Восхождение Юпитер».
В 2012 году Барретт разработала костюмы для Cirque du Soleil, а в 2013 году — для постановки Бури в Метрополитен-опера. Также, Барретт работала над костюмами для церемонии открытия зимних Олимпийских игр 2014 года в Сочи.
В 2022 году в мировой прокат выйдет эпическое фэнтези «Три тысячи лет желаний» Джорджа Миллера, над костюмами к которому работала Ким. Главные роли в фильме исполнили Идрис Эльба и Тильда Суинтон.

## Избранная фильмография
- Ромео + Джульетта (1996)
- Матрица (1999)
- Три короля (1999)
- Из ада (2001)
- Матрица: Перезагрузка (2003)
- Матрица: Революция (2003)
- Готика (2003)
- Если свекровь - монстр (2005)
- Ходят слухи (2005)
- Эрагон (2006)
- Дети Хуанг Ши (2008)
- Спиди гонщик (2008)
- Зелёный шершень (2011)
- Новый Человек-паук (2012)
- Облачный атлас (2012)
- Восход Юпитера (2015)
- Славные парни (2016)
- Отмель (2016)
- Сделано в Америке (2017)
- Аквамен (2018)
- Ангелы Чарли (2019)
- Мы (2019)
- Шан-Чи и легенда десяти колец (2021)
- Три тысячи лет желаний (2022)